# Desaparición forzada de Iguala de 2014
Los términos desaparición forzada de Iguala de 2014, caso Ayotzinapa, caso Iguala, también conocido como secuestro masivo de Iguala de 2014, y, coloquialmente, los 43 se refieren a una serie de episodios de violencia ocurridos durante la noche del 26 de septiembre y la madrugada del 27 de septiembre de 2014 en México, en el que la policía municipal de Iguala, Huitzuco, Cocula y Tepecoacuilco, la policía estatal de Guerrero y elementos del Ejército Mexicano adscritos al 27.º Batallón de Infantería de Iguala y elementos de la Marina Armada de México participaron en la vigilancia, espionaje, seguimiento, persecución y ataque a estudiantes de la Escuela Normal Rural de Ayotzinapa, 257 kilómetros al sureste de Iguala, que tuvo como resultado la desaparición forzada de 43 estudiantes de la escuela normal rural, el asesinato de al menos nueve personas y 27 heridos entre ellos periodistas y pobladores de Iguala.  Todo ello con la vigilancia activa del Ejército Mexicano, el Centro de Investigación y Seguridad Nacional (CISEN) —ahora Centro Nacional de Inteligencia (CNI), y la Policía Federal (PF)— hoy integrada a la Guardia Nacional.
Debido a la participación de representantes del más alto nivel del Gobierno de México, a la colusión de los mismos con el crimen organizado, a la supervisión y vigilancia en activo mientras transcurrían los hechos, la negligencia y la omisión en la investigación y persecución del mismo —especialmente con la creación de una conclusión apócrifa al caso llamada «verdad histórica»—, el caso fue un crimen de Estado. A lo largo de la investigación del caso han fallecido o han sido asesinadas 26 personas más.

## Antecedentes
Los antecedentes del caso Ayotzinapa se remontan a la resistencia emprendida por el estudiantado a la pretensión del Estado mexicano a lo largo del siglo XX y XXI de terminar con las escuelas normales rurales, surgidas en los años 20, mismas que forman principalmente a profesores rurales y tienen como modelo pedagógico la articulación de la educación y el trabajo. El surgimiento de las normales dio pie a la fundación de la Federación de Estudiantes Campesinos Socialistas de México (FECSM) en 1935, una organización estudiantil de orientación socialista que en la época actual tiene presencia en la totalidad de dichas instituciones.
Por tanto, la Normal ha emprendido diversas acciones de resistencia a su desaparición, siendo la primera en julio de 1940 cuando veinte normales se fueron a la huelga. En medio del fuerte macartismo de la Guerra Fría que acusaba de «comunistas» a las normales rurales, en 1950 el entonces presidente Miguel Alemán anunció la desaparición de las normales rurales, emprendiéndose a su interior diversas luchas de resistencia.
Las escuelas normalistas de Guerrero, en especial la Normal Isidro Burgos, están asociadas a las figuras icónicas de los luchadores sociales y guerrilleros Lucio Cabañas y Genaro Vázquez, quienes fueron alumno y profesor de esa institución, respectivamente, y quienes fueron asesinados o desaparecidos en el contexto del terrorismo de Estado de los años 70, al igual que otros estudiantes y profesores de la Normal Isidro Burgos, señalada y acosada en lo particular como un foco rojo para el Estado mexicano. La organización social de la FECSM, la marcada tendencia ideológica de la Normal hacia la izquierda, así como la asociación de las figuras de Cabañas y Vázquez a la escuela reforzó a lo largo del siglo XX y XXI la visión del Estado y sus instituciones en gobiernos federales, estatales y municipales hacia el estudiantado de Ayotzinapa como un enemigo.
A pesar de la resistencia emprendida por las rurales, 30 de las 46 escuelas habían sido extinguidas en 2014. Entre las resistencias emprendidas por las normales están la obligatoriedad de la evaluación por el CENEVAL a finales de los años 90, así como la serie de reformas a partir de la Alianza por la Calidad de la Educación en el sexenio de Enrique Peña Nieto. A la par de las acciones de lucha social, que implican acciones como asambleas, marchas, mítines y bloqueos carreteros por parte de los estudiantes normalistas, en 2008 ocurre una fuerte represión por parte de la Policía Estatal de Michoacán que detiene con violencia a 130 estudiantes en los alrededores de la Normal de Tenería; en 2010 la policía de Aguascalientes desaloja con violencia un bloqueo carretero y detiene arbitrariamente a 13 alumnas.
En 2012 la pretensión del gobierno estatal de Michoacán de integrar la evaluación obligatoria a las normales rurales michoacanas lleva a la toma y paro del Centro Regional de Educación Normal de Arteaga, la Escuela Normal Indígena de Michoacán y la Escuela Normal Rural Vasco de Quiroga, de Tiripetío. Además de las tomas de los centros educativos, los normalistas de dichas escuelas retienen autobuses para presionar al gobierno a dialogar. En respuesta el gobierno, encabezado por el político priísta Fausto Vallejo Figueroa, ordena la ocupación de las escuelas con un total de 1500 policías federales, estatales y municipales mismas que ocurren con un uso desmedido de la fuerza, brutalidad policiaca, torturas, golpes y violencia sexual. Fueron detenidos 176 estudiantes, quienes son enviados a un reclusorio estatal acusados de diversos delitos.
El 12 de diciembre de 2011 en Chilpancingo, capital de Guerrero, ocurre el episodio del Desalojo de la Autopista del Sol de 2011, cuando la policía federal, estatal y militares del 27º Batallón de infantería de Iguala, desalojaron la Autopista del Sol bloqueada por estudiantes de la Normal Rural de Ayotzinapa en protesta por la desatención a sus demandas como aumento de presupuesto a la normal para alimentos, subir las plazas de 140 a 170 y la negativa a aceptar a Eugenio Hernández García como director, para lo cual demandaban una audiencia pública con Ángel Aguirre Rivero, entonces gobernador guerrerense, quien no llega en cuatro ocasiones al diálogo planteado por los protestantes. Ante la última cancelación del diálogo público por parte de Aguirre, los estudiantes deciden a las 11 de la mañana del 12 de diciembre bloquear indefinidamente la Autopista del Sol hasta no dialogar.
Un estimado de 500 elementos policiacos y personas vestidas de civil a su mando armadas acuden al punto, cercano a Mezcala. En un hecho sin precedentes, desde el lado policiaco se detonan armas fuego por espacio de 30 minutos desde los dos sentidos de la autopista contra los estudiantes para abrir la carretera con fusiles de asalto tipo AK-47, AR-15 y Heckler & Coch G36, asesinando a los estudiantes Jorge Alexis Herrera Pino y Gabriel Echeverría de Jesús e hiriendo a otros. 
En consecuencia el gobernador Aguirre niega haber abierto fuego pero medios de comunicación toman fotografías de elementos disparando fusiles de asalto. El subsecretario de Seguridad de Guerrero, Ramón Arreola, confirma la orden de «limpiar la carretera» por parte de Aguirre. Ocurren acusaciones mutuas entre los gobiernos federales y estatales de quienes dispararon. Además de los estudiantes, un trabajador falleció por quemaduras cuando estudiantes intentaron incendiar una gasolinera en ese mismo episodio, al observar como son asesinados y heridos sus compañeros. Un caso judicial radicado en Alemania contra la empresa Heckler & Coch tomó como evidencia los crímenes contra los estudiantes en la autopista, al probar con ello como la empresa alemana fabricante del fusil G36 vendió armas a gobiernos con antecedentes de violencia y violaciones graves a derechos humanos como los de Chihuahua, Jalisco, Chiapas y el propio Guerrero, contraviniendo las pautas comerciales establecidas por el gobierno alemán que lo niegan.
Alumnos de la normal de Ayotzinapa tenían un historial de retención de autobuses para sus traslados, lo que ocasionaba enfrentamientos con la policía. A partir de los hechos de 2014, choferes y líneas de autobuses comenzaron a consensar y acordar el uso de los autobuses con condiciones como que los estudiantes no los manejen.

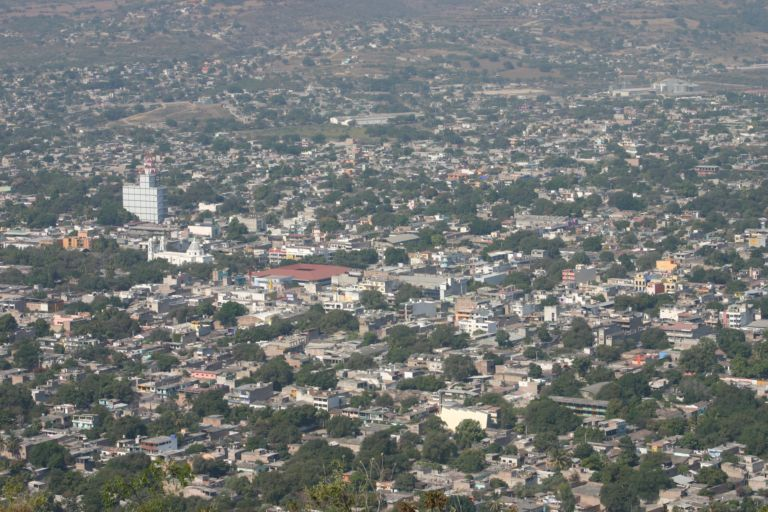
Iguala vista desde el asta bandera

Como parte de un plan para asistir a la Ciudad de México el día 2 de octubre de 2014 a las manifestaciones conmemorativas de la masacre de Tlatelolco, estudiantes habían retenido autobuses y robado combustible a lo largo de una semana, para concentrarlos en la escuela. El día 22 de septiembre, las fuerzas de policía federal y estatal impidieron que los estudiantes robasen combustible en la Autopista del Sol, que conduce a Acapulco. Los días 25 y 26 de septiembre los estudiantes habían ido a Chilpancingo en dos autobuses, de los que previamente se habían apoderado, e intentaron apropiarse de otros vehículos, pero la policía local los detuvo sin incurrir en arrestos ni confiscar las unidades en que iban.
Tras el intento, grupos de estudiantes pasaron a la ciudad de Iguala en la tarde del día 26 para buscar más vehículos en al menos tres autobuses: uno de la línea Costa Line y dos de la línea Estrella de Oro. Al llegar a la Central Camionera de Iguala, se apoderaron de tres autobuses más: dos de la línea Costa Line y uno de la línea Estrella Roja. Asimismo, tuvieron que abandonar un autobús, al escapar el chofer con las llaves del vehículo. Otro chofer se resistió a la toma al ser abordado por estudiantes en la central camionera, y logró notificar a la administración y a la policía antes de ser obligado a llevar el autobús a Ayotzinapa con algunos estudiantes como pasajeros. De casi cien estudiantes de Ayotzinapa que iban repartidos en los cinco autobuses, solamente dos eran de tercer año y seis de segundo año. El resto se conformaba por los alumnos de reciente ingreso que estaban cursando el primer año y que iniciaron esa semana sus estudios en la escuela rural.
Por su parte, en la ciudad de Iguala, era alcalde desde 2012 el perredista José Luis Abarca Velázquez, al cual se le acusó de estar coludido con el grupo criminal Guerreros Unidos, a quienes presuntamente pagaba protección. Abarca está casado con María de los Ángeles Pineda, quien sería el enlace del gobierno municipal con el crimen organizado. Varios hermanos de Pineda fueron miembros del desaparecido Cártel de los Beltrán Leyva. Asimismo, Pineda era directora local del Sistema Nacional para el Desarrollo Integral de la Familia (DIF). En México, se acostumbra que la esposa del alcalde en turno sea quien dirija la oficina municipal correspondiente del DIF. A pesar de que la pareja había sido acusada de participar en varios delitos y de que diferentes ramas del gobierno estatal tenían conocimiento de estas acusaciones, no había acción legal alguna en contra de ellos.
La noche del 26 de septiembre, el DIF de Iguala dio una fiesta para celebrar los logros obtenidos bajo la dirección de María de los Ángeles Pineda. Se dice que se planeaba lanzar en ese mismo evento la candidatura de Pineda a la alcaldía (Abarca estaba por terminar su periodo en 2015). No existe evidencia de que los estudiantes desaparecidos y sus compañeros buscaran interferir en el evento.
En 2014, Guerrero tuvo la más grande tasa de asesinatos reportada en México, que alcanzó 48 asesinatos por cada 100 000 pobladores, según cifras gubernamental federal. Además, la tasa de asesinatos de Guerrero es bastante más de 7 veces más al promedio mundial (6.2).
En cuanto a las desapariciones forzadas: La Comisión de Derechos Humanos de Guerrero documentó 90 casos de desapariciones forzadas o forzadas entre 1990 y 1990 En 2014, el Fiscal General aún no había iniciado una investigación preliminar en ninguno de estos casos, pero hasta ese entonces se había investigado  44 casos. No se planteó ninguna causa penal (envío) en ninguno de ellos. No ha habido condenas.

## Desarrollo de los sucesos

### Primer ataque
Tras la toma de los últimos tres autobuses en la central camionera de Iguala, cuatro de los autobuses formaron una caravana y, debido al denso tránsito vehicular en las calles, tomaron rumbo hacia el norte, con el Estrella de Oro 1531 a la cabeza, seguido de los Costa Line 2012 y 2510, en ese orden, y finalmente el Estrella de Oro 1568. Iban hacia el anillo periférico de Iguala, para de allí enfilar hacia Ayotzinapa. Ello los haría pasar a una cuadra del festejo del DIF. Sin embargo, alertados por un aviso del chofer, la policía comenzó a perseguirlos a tres cuadras de la central camionera, en un intento por impedir que la comitiva se acercase al festejo. El Estrella Roja 3278 salió el último de la estación, con suficiente retraso como para encontrar el tránsito hacia el sur despejado, por lo que enfiló en esa dirección para llegar a la carretera a Chilpancingo.
De acuerdo con declaraciones del fiscal guerrerense, Iñaky Blanco Cabrera, el primer episodio de violencia ocurrió a las 21:30 horas, cuando la policía interceptó el paso de los cuatro autobuses encaminados al norte mediante una camioneta que bloqueó su avance en la esquina de las calles Juan N. Álvarez y Periférico Norte. Los alumnos bajaron de los autobuses para intentar empujar fuera del camino la camioneta, y se enfrentaron a los policías, que también llegaban. Cuando el estudiante Aldo Gutiérrez Solano forcejeó y sometió a uno de los policías, agentes de la Policía Municipal de Iguala abrieron fuego contra él, hiriéndolo gravemente y matando a su compañero Daniel Solís Gallardo. Datos georreferenciados implican a los policías municipales de Iguala Miguel "N", Armando ''N", Fausto "N" y Raúl "N" en el sitio de este ataque. Entre esos hechos y las 22 horas, el subdirector de la Policía Municipal de Cocula, César "N", dio la orden a su subcomandante Ignacio "N" de acudir a apoyar el enfrentamiento en Iguala.
La balacera inicial puso en desbandada a los estudiantes normalistas, varios de los cuales se refugiaron en los espacios entre los autobuses detenidos. Otros más escaparon como pudieron a los alrededores; sin embargo, la policía de Iguala se llevó bajo arresto a la mayoría de los estudiantes que no habían bajado de los autobuses. La mayor parte de los arrestados provenían del último autobús en la fila (el Estrella de Oro 1568).
Durante el ataque, varios de los estudiantes normalistas se comunicaron por teléfono celular con compañeros que se habían quedado en Ayotzinapa. Estos alumnos, enterados de los incidentes, enviaron otro convoy de estudiantes en varias camionetas para recorrer los 126 km de distancia entre Ayotzinapa e Iguala, para ayudar a sus compañeros atacados.
Los estudiantes en el autobús Estrella Roja 3278 recibieron también la alerta por teléfono del primer ataque ocurrido; al enfilar el vehículo hacia el lugar del incidente para auxiliar a sus compañeros atacados, el autobús quedó atascado en medio del tránsito vehicular e interceptado por la policía. Detenido el autobús, los estudiantes fueron obligados a bajar y encañonados con armas de fuego. Confiscado el autobús sin incidentes, la policía les permitió huir del lugar por su propio pie.

### Segundo ataque
El segundo convoy de estudiantes, que llegó alrededor de las 23 horas de la noche del 26, se encontró con algunos de los compañeros que no habían sido llevados por la policía, entre ellos los que bajaron del Estrella Roja 3278. Los estudiantes, acompañados por profesores pertenecientes a la CETEG (Coordinadora Estatal de Trabajadores de la Educación de Guerrero), comenzaron a inspeccionar el lugar y a buscar a alumnos ocultos tras la balacera. Asimismo, daban entrevistas a la prensa que iba llegando por el primer ataque en contra de sus compañeros. Seguían en el lugar alrededor de la medianoche cuando fueron atacados una vez más por un grupo que llegó de repente y que, según testigos presenciales, disparaba ráfagas en su contra. En este ataque fallecieron dos estudiantes más, llamados Julio César Ramírez Nava y Julio César Mondragón Fuentes; mientras que el resto huyó y se ocultó en cerros circundantes o en azoteas de las casas de Iguala.
Casi al mismo tiempo, a la salida de Iguala, en la autopista a Chilpancingo, otro grupo de policías disparó contra un autobús que transportaba a los integrantes del equipo de fútbol Avispones de Chilpancingo, de la tercera división. El equipo de fútbol no estaba involucrado en los hechos y aparentemente fue confundido por la policía como otro autobús más del convoy de los estudiantes normalistas. Este equipo era de Chilpancingo e iba de regreso a su sede tras un partido como visitante en Iguala. En este ataque murieron tres personas: David Josué García Evangelista (de 15 años de edad, uno de los futbolistas), Blanca Montiel Sánchez (pasajera de un taxi que pasaba por el lugar) y Víctor Manuel Lugo Ortiz (chofer del autobús que conducía a los jugadores de vuelta a Chilpancingo). El director técnico del equipo resultó herido y fue internado grave.
Existe un video en el que la agencia de investigación Forensic Architecture reconstruyó el camino y explicó los sucesos. Según la Unidad Especial de Investigación y Litigación para el caso Ayotzinapa (UEILCA) los 43 estudiantes y otros de sus compañeros salieron en grupos separados desde la normal, y fueron divididos en al menos tres grupos por sus secuestradores.

### Relación de vehículos implicados
| Número de autobús | Marca                                                        | Ruta seguida | Aproximado de estudiantes |
| ----------------- | ------------------------------------------------------------ | --- | ------------------------- |
| 1568              | Estrella de Oro                                              | - 17:00 - 18:00 Central Camionera de Iguala - 17:00 - 18:00 Escuela Normal Rural Raúl Isidro Burgos de Ayotzinapa - 19:40 Restaurante "La Palma" del Rancho del Cura para apoyar la toma del 2513 de Costa Line - 21:30 Juan N. Álvarez y Periférico, donde fue emboscado          | Entre 40 y 80             |
| 1531              | Estrella de Oro                                              | - 17:00 - 18:00 Central Camionera de Iguala - 17:00 - 18:00 Escuela Normal Rural Raúl Isidro Burgos de Ayotzinapa - 19:56 Caseta 3 del tramo carretero Iguala-Puente de lxtla - 21:30 Carretera federal lguala Chilpancingo, a la altura del Palacio de Justicia donde es detenido | Entre 40 y 80             |
| 2513              | Costa Line con dirección a Acapulco                          | - 19:40 Restaurante "La Palma" del Rancho del Cura - 20:30 Central Camionera de Iguala para dejar a los 28 pasajeros que iban a Acapulco - 21:16 Central Camionera, donde permanece                                                                                                | Aproximadamente 20        |
| 2012              | Costa Line                                                   | - 21:16 Salida de la Central Camionera - 21:30 Juan N. Álvarez y Periférico, donde fue detenido |                           |
| 2510              | Costa Line                                                   | - 21:16 Salida de la Central Camionera - 21:30 Juan N. Álvarez y Periférico, donde fue detenido |                           |
| 3278              | Estrella Roja                                                | - 21:16 Salida de la Central Camionera - 21:30/22:00 Carretera federal lguala Chilpancingo, a la altura del Palacio de Justicia donde es detenido |                           |
| 99                | Castro Tours (vehículo del equipo de futbol "Los Avispones") | - 23:30 Cruce de Santa Teresa y carretera a Chilpancingo |                           |

## Investigaciones

#### La «Junta de autoridades»
Según las declaraciones de Tomás Zerón de Lucio y testimonios acreditados por la UEILCA recogidas en las conclusiones del Segundo Informe de la Presidencia de la Comisión para la Verdad y Acceso a la Justicia del Caso Ayotzinapa (COVAJ), el 7 y 8 de octubre de 2014 ocurrieron dos reuniones de alto nivel llamadas igualmente «Junta de autoridades». El objetivo de las reuniones fue detallar la creación e implementación de una versión falsa de los hechos para resolver el caso de forma acelerada debido a la polémica social y modificar la opinión pública ante el caso, misma que a la postre sería bautizada por Jesús Murillo Karam como la «verdad histórica».
En las reuniones del 7 y el 8 de octubre, ocurridas en la entonces Residencia Oficial de Los Pinos, en la sede del 27° Batallón de Infantería de Iguala y las oficinas de la entonces Procuraduría General de la República (PGR) estuvieron presentes:
- el presidente de México Enrique Peña Nieto
- el secretario de Gobernación Miguel Ángel Osorio Chong
- el secretario de la Defensa, Salvador Cienfuegos Zepeda
- el secretario de Marina, Vidal Francisco Soberón Sanz
- el procurador general de México, Jesús Murillo Karam
- el jefe de la oficina de la Presidencia, Aurelio Nuño Mayer
- el director del Centro de Investigación y Seguridad Nacional (CISEN) hoy Centro Nacional de Inteligencia, Eugenio Ímaz Gispert
- el encargado de despacho de la Subprocuraduría Especializada en Investigación de Delincuencia Organizada (SEIDO) Jorge Hugo Ruiz Reynaud
- el mismo Tomás Zerón de Lucio, jefe de la Agencia de Investigación Criminal

Otros funcionarios presentes en estas reuniones fueron Ángel Aguirre Rivero, gobernador de Guerrero, el fiscal guerrerense, Iñaky Blanco Cabrera, Martín "N", general del Estado Mayor Presidencial, Alejandro "N", comandante de la 35° Zona Militar en Chilpancingo y Omar García Harfuch entonces comisario de la Gendarmería Nacional de la Policía Federal, entre otros funcionarios de la PGR. 
La llamada «versión histórica» buscaba sustentar la hipótesis de la incineración de los 43 estudiantes en el basurero de Cocula, acción hecha por los grupos criminales de la región con la colusión de las policías municipales y las autoridades civiles locales, exceptuando la participación activa de las fuerzas armadas como el Ejército Mexicano, la Marina Armada y autoridades y policías federales en el caso.
La implementación de la estrategia de la «verdad histórica» representó una serie de acciones, entre las que se incluyen:
- La realización de acusaciones judiciales del caso basadas en el enfoque del secuestro y el homicidio con el fin de eludir la figura de la desaparición forzada
- La obtención de testimonios clave del caso bajo tortura que coincidieran con la «verdad histórica»
- La eliminación, alteración u ocultamiento de evidencia clave en el caso
- El desarrollo de contradicciones, rupturas argumentativas y omisiones deliberadas que derivaron un entorpecimiento de las acciones de búsqueda de los 43 estudiantes así como el castigo a los culpables

### Primeras investigaciones y laverdad histórica
La mañana del día 27 de septiembre elementos del Ejército Mexicano encontraron a las 11 horas el cuerpo de Julio César Mondragón, uno de los normalistas muertos en el segundo ataque. Su rostro había sido desollado.
Los primeros informes reportaron la desaparición de 57 estudiantes de la Escuela Nacional Rural de Ayotzinapa presuntamente atacados y secuestrados por policías municipales de Iguala.
El 30 de septiembre, se informó que 14 de ellos se encontraban salvos en sus casas, mientras que 43 permanecían en calidad de desaparecidos.
Ese mismo día, se señaló al presidente municipal de Iguala, José Luis Abarca, como presunto autor intelectual de las desapariciones forzadas y como el responsable de dirigir desde un radio a fuerzas policíacas del Estado para proceder con los actos del 26 de septiembre. El 29 de septiembre, Abarca negó el ataque a los normalistas, que hubiera muertos o heridos y afirmó dijo que él había ordenado a la policía no atacar a los normalistas, solo realizar disparos al aire, y los acusó de pretender atacar a los invitados que estarían presentes en el segundo informe del DIF municipal, del cual su esposa, María de los Ángeles Pineda, era la presidenta.

es que un grupo de ayotzinapos llegaron a Iguala; al parecer alguien los contrató para que vinieran a hacer desmadres
José Luis Abarca

La búsqueda de los 43 estudiantes por parte de padres de familia junto con normalistas, que fueron resguardados por elementos de la Fuerza Estatal, inició el mismo 29 de septiembre, intensificando el operativo al buscar posibles cadáveres en fosas comunes.
El sábado 4 de octubre se descubrió en los alrededores de Iguala una fosa clandestina con 28 cadáveres sepultados en ella. Finalmente los análisis forenses dictaminaron que estos cuerpos no correspondían con ninguno de los 43 normalistas desaparecidos ignorándose hasta la fecha la identidad de los cuerpos.
El 6 de octubre, once días después de los hechos, el entonces presidente Enrique Peña se refirió públicamente a los hechos prometiendo castigo a los culpables.
El día 8 de octubre fueron detenidos en Cuernavaca, Morelos, Osvaldo Ríos Sánchez y su hermano Miguel Ángel, sospechosos de haber participado en la desaparición y al ser confundido Osvaldo con Salomón Pineda Villa, cuñado del alcalde de Iguala. Los hermanos Ríos Sánchez confesaron luego de ser torturados por policías con ser arrojados desde un helicóptero en el que eran trasladados a las instalaciones de la PGR en la Ciudad de México su involucramiento y el haber estado bajo las órdenes de Ángel Casarrubias Salgado, uno de los líderes del cártel Guerreros Unidos. Al día siguiente la PGR encontró otras 4 fosas con ocho cadáveres en total en el paraje de La Parota, en la localidad de Pueblo Viejo, Guerrero. Sin embargo, estos hallazgos tampoco correspondían con los 43 normalistas desaparecidos.
Jesús Murillo Karam, entonces procurador general de la República, informó el 13 de octubre de 2014 que aparentemente elementos de la policía de Iguala, tras arrestar a los 43 estudiantes desaparecidos, siguieron instrucciones de Abarca y entregaron a los detenidos a oficiales de la Policía del vecino municipio de Cocula. A su vez, estos policías de Cocula presuntamente procedieron a entregar a los estudiantes a miembros del cártel de los Guerreros Unidos.
De acuerdo con testimonios de los hermanos Ríos Sánchez obtenidos bajo tortura, Ángel Casarrubias Salgado habría dado la orden de matar a los estudiantes entregados a los Guerreros Unidos, aparentemente con la creencia de que entre los estudiantes normalistas se encontraban infiltrados elementos del cártel rival de Los Rojos.
Según declaraciones de otros miembros capturados de los Guerreros Unidos hechas luego de ser torturados, los estudiantes habrían sido llevados al basurero municipal de Cocula hacinados en dos camionetas. Al arribar, quince de los estudiantes habrían muerto de asfixia al bajarlos debido al hacinamiento y las ataduras. Una vez bajados los estudiantes sobrevivientes de las camionetas, se interrogó brevemente a cada uno antes de proceder a matarlos de un balazo en la nuca. Después los habrían tirado a la parte baja del basurero donde habrían incinerado los cuerpos, presuntamente haciendo relevos para vigilar el proceso y mantener el fuego durante horas arrojando combustible a los cuerpos. Al terminar se habría ordenado a los vigilantes del fuego que recogiesen las cenizas y triturasen los huesos restantes para meterlos en bolsas de plástico y arrojarlas al río San Juan.

#### Informe de la Procuraduría General de la República
La Procuraduría General de la República informó el día 7 de noviembre de 2014, que según sus investigaciones encontraron indicios de un homicidio masivo en un basurero de Cocula, Guerrero, el cual podría corresponder a los 43 estudiantes desaparecidos el pasado 26 de septiembre en el Estado de Guerrero. Según el testimonio de tres nuevos detenidos que confesaron bajo tortura cometer el crimen. El entonces procurador Jesús Murillo Karam, hizo el anuncio en una conferencia de prensa en cadena nacional. Indicó que las personas detenidas dijeron que los estudiantes fueron asesinados después de que policías de los municipios de Iguala y Cocula los entregaran al grupo criminal «Guerreros Unidos». Sus cadáveres fueron quemados, después se depositaron los restos en bolsas y fueron arrojados en un río cercano.
La conferencia de prensa habría terminado por solicitud de Murillo, quien negó más preguntas de los medios argumentando cansancio. «Ya me cansé» dijo el entonces procurador, suscitando con ello la indignación de padres de las víctimas y personas que esa noche realizaron protestas creando como una tendencia en la red social Twitter la etiqueta #Yamecansé. Murillo argumentó tres días después que había dicho la frase no por ofender, sino porque al momento de la conferencia llevaba 40 horas sin dormir.
El 27 de enero de 2015, la PGR notificó del avance de las investigaciones de la desaparición, aclarando que era prácticamente un hecho que el grupo Guerreros Unidos, vinculado al entonces alcalde de Iguala, José Luis Abarca, había secuestrado, asesinado, incinerado y desaparecido en un río, las cenizas de los 43 normalistas. De acuerdo con la versión oficial de la PGR, el grupo rival antagónico de Guerreros Unidos, Los Rojos, junto con el director de la Normal, José Luis Hernández, habían alentado o apoyado a los estudiantes a la manifestación en contra del alcalde de Iguala. En la confusión de esa noche, de si eran estudiantes o del grupo rival Los Rojos o una mezcla de ambos, el cartel de Guerreros Unidos tomó la decisión de ejecutarlos y apoyado por las autoridades de Iguala, ante el agravio constante por los normalistas y sus frecuentes protestas, como aquella donde, tras ser asesinados por elementos de la policía dos estudiantes que protestaban, Jesús Alexis Herrera Pino y Gabriel Echeverría de Jesús, normalistas incendiaron una gasolinera en un bloqueo a la autopista del Sol, donde murió por quemaduras Gonzalo Miguel Rivas Cámara, empleado de la gasolinería.
Según la Fiscalía General de la República, las investigaciones hechas por la PGR fueron hechas con la tortura como un método previo y sistemático a la confesión de los hechos con la "participación o aquiscencia" de los mismos. En junio de 2019 se hizo público un video en donde se observa como algunas de estas declaraciones fueron obtenidas bajo tortura de agentes de la PGR, de los cuales tres fueron detenidos en 2020. En ese año se hizo público un video en donde el propio director de la Agencia de Investigación Criminal, Tomás Zerón, participaba en los interrogatorios con tortura a Felipe Rodríguez Salgado, alias El Cepillo, de quien declaró Murillo Karam fue quien presuntamente dio la orden de realizar el crimen. En octubre de 2021 se revelaron fotos y videos en donde están presentes Tomás Zerón y agentes del Centro de Investigación y Seguridad Nacional en donde se observa a El Cepillo encapuchado y esposado y posteriormente se le muestran videos de las declaraciones de otros presuntos integrantes de Guerreros Unidos como Agustín García Reyes alias El Chereje. Los elementos policiacos lo exhortan a hacerlo «a la tranquila» y que su declaración coincida con las hechas por otros imputados dos meses antes, so pena de que sea entregado a un grupo criminal contrario. Dicho video muestra a un Felipe Rodríguez Salgado diferente en estado físico y anímico al mostrado en otro video declarando a la perito de la PGR Evelyn Aguilar Gómez, en donde se le observaba descansado, limpio y declarando voluntariamente, mismo que fue filtrado en 2017 a los medios de comunicación con el fin de confirmar la verdad histórica.
Imputados que dieron elementos clave para construir la verdad histórica de la PGR fueron liberados al comprobar que fueron torturados y por la imposibilidad de imputarles delitos, entre ellos, Gildardo López Astudillo, presunto jefe regional de Guerreros Unidos —convertido en testigo protegido— y Agustín García Reyes alias El Chereje.

#### Rechazo al informe y actividades independientes de búsqueda
Los padres de familia, abogados y organizaciones de apoyo de las víctimas de la Escuela Normal Rural de Ayotzinapa rechazaron la información brindada por las autoridades federales mexicanas sobre las muertes de sus hijos y acudidos porque carecía de un sustento científico y técnico, dijeron que sus hijos están vivos hasta que no haya una certeza de su deceso. También en la conferencia de prensa criticaron al entonces presidente Enrique Peña Nieto que se disponía a realizar un viaje a la República Popular China y a Australia cuando la crisis política por las desapariciones se mantenía en el país. Frente a estas críticas el entonces presidente mexicano salió al paso señalando que mantendrá las investigaciones del crimen hasta que se aclare los hechos y se castigue a los responsables del hecho criminal.
Activistas en Australia realizaron protestas públicas por la visita del entonces presidente y demandaron justicia por las desapariciones. El excandidato presidencial del izquierdista Partido de la Revolución Democrática, Andrés Manuel López Obrador dijo: «El gobierno mexicano quiere dar carpetazo al crimen para que México regrese a la normalidad como si fuese un asunto menor». El partido conservador, Partido Acción Nacional exigió que el gobierno trabajara sin descanso hasta que se esclarezca el asunto ante los padres de los desaparecidos, así como con la sociedad mexicana.
Padres de familia, abogados y organizaciones de apoyo a las víctimas prosiguieron la búsqueda de los 43 estudiantes en diversos parajes, con información provista por informantes que pudieron presenciar los hechos. Integrantes de grupos de autodefensa del estado de Guerrero notificaron en diciembre de 2014 a los padres que tras diversos recorridos habrían localizado restos humanos en la barranca o predio llamado La Carnicería, a las afueras de Cocula y a 800 metros del basurero de Cocula. Al lugar acudieron peritos e investigadores de la PGR, quienes recolectaron una bolsa de un kilo de indicios, mismos que no fueron enviados a análisis forense. En 2015 el Equipo Argentino de Antropología Forense solicitó formalmente a la PGR integrar formalmente a la investigación los indicios encontrados en el llamado predio La Carnicería, sitio indicado a partir de investigaciones hechas por los propios padres y madres de los estudiantes desaparecidos, hecho que no ocurrió sino hasta 2020 y que confirmarían la identidad de uno de los estudiantes desaparecidos.
La agencia de investigación Forensic Architecture, comisionada por el Equipo Argentino de Antropología Forense (EEAF), en colaboración con el Centro de los Derechos Humanos Miguel Agustín Pro Juárez (ProDH) creó una plataforma partiendo de una base de datos en expansión sobre los incidentes relacionados con los ataques de Iguala del 26 al 27 de septiembre de 2014. Tiene como fin identificar las contradicciones que se desprenden de los diversos testimonios e informes que existen sobre el caso.
La Fiscalía General de la República declaró el 30 de junio de 2020, a través del fiscal general Alejandro Gertz Manero el fin de la verdad histórica como investigación del caso. El 26 de septiembre de 2020 el presidente Andrés Manuel López Obrador declaró ante los padres y las madres de las víctimas que dadas las falsificaciones de pruebas y testimonios, «la única verdad es que no hay verdad, y que encontrarla es la encomienda que vamos a cumplir», anunciando que la investigación continuará abierta. Alejandro Encinas, subsecretario de Derechos Humanos de Gobernación, la declaró "colapsada".
Vidulfo Rosales, abogado de los familiares de los estudiantes, declaró en noviembre de 2021 que el Ejército Mexicano ha bloqueado el acceso a la información oficial del caso, que algunos documentos han sido destruidos o que ya no pueden consultarse y señaló que la Secretaría de la Defensa Nacional "argumenta 'cuestiones normativas' para rechazar peticiones de los padres a acceder a todos los documentos sobre el caso."

### Informe del Grupo Interdisciplinario de Expertos Independientes
Dada la desconfianza hacia el gobierno mexicano, el rechazo a la llamada versión histórica y el posible riesgo en el que se encontraban tanto padres y madres de las víctimas, sus abogados y colaboradores el Centro de los Derechos Humanos Miguel Agustín Pro Juárez y el Centro de Derechos Humanos de la Montaña Tlachinollan pidieron formalmente a la Comisión Interamericana de Derechos Humanos la disposición de medidas cautelares de protección, mismas que fueron otorgadas por el organismo internacional mediante el Medidas Cautelares 409/14, emitida el 3 de octubre de 2014. Derivado de ello, familiares de las víctimas, el gobierno mexicano y la CIDH firmaron un acuerdo de asistencia técnica en donde los padres de familia solicitaban a la CIDH la conformación de un equipo independiente para investigar el caso. Este acuerdo se firmó el 3 de octubre de 2014. 
El 6 de septiembre de 2015 fue presentado en la Ciudad de México el primer «Informe Ayotzinapa, Investigación y primeras conclusiones de las desapariciones y homicidios de los normalistas de Ayotzinapa». En esta investigación por el Grupo Interdisciplinario de Expertos Independientes presentó pruebas científicas que contradijeron la Verdad Histórica presentada por la PGR; sustentando su propia investigación, aportando nueva evidencia, ofreciendo nuevas líneas de investigación y expresando recomendaciones.
El 19 de octubre de 2015 el GIEI y el Estado Mexicano firmaron una serie de compromisos para dar seguimiento al trabajo sobre el caso , entre los acuerdos del comunicado se encuentra sacar la investigación de la SEIDO y proporcionar toda la información existente a un nuevo equipo de investigación en la Subprocuraduría de derechos humanos de la entonces PGR, y encabezada en ese momento por el Subprocurador de Derechos Humanos, Prevención del Delito y Servicios a la Comunidad, Eber Omar Betanzos Torres.
Dada la naturaleza de sus actividades, la CIEDH afirmó que el GIEI recibió una campaña mediática y acciones jurídicas en su contra con el fin de desacreditar sus acciones y obstaculizar sus investigaciones.

### Comisión para la Verdad y Acceso a la Justicia
En un decreto emitido el 4 de diciembre de 2018 el jefe del ejecutivo, Andrés Manuel López Obrador, instruye a la creación de una comisión para «fortalecer el ejercicio del derecho que los familiares de las víctimas del caso Ayotzinapa tienen de conocer la verdad».
El 15 de enero de 2019 fue instalada la «Comisión para la Verdad y Acceso a la Justicia en el caso Ayotzinapa» por parte de la Secretaría de Gobernación del gobierno mexicano en la nueva administración.
Esta comisión está conformada por representantes de las madres y padres de las víctimas, organizaciones civiles, Secretaría de Gobernación, Relaciones Exteriores y Hacienda y Crédito Público. Su función es facilitar y dar seguimiento a una nueva investigación independiente a la fiscalía especializada para el caso Ayotzinapa.

#### Detención delMochomo
José Ángel Casarrubias Salgado, conocido como el Mochomo e identificado como líder del cártel Guerreros Unidos fue detenido el 24 de junio de 2020 en el municipio de Metepec, y acusado, entre otras actividades, de participar en la desaparición de los estudiantes. El 24 de septiembre de 2020, el Mochomo fue vinculado a proceso por el delito de delincuencia organizada por un juez de control con sede en el Estado de México.

#### Fin de laverdad histórica
El 30 de junio de 2020, Alejandro Gertz Manero, fiscal general, anunció en conferencia el fin de la verdad histórica creada durante la administración anterior, al obtener órdenes de aprehensión que incluían una solicitud de ficha roja a la Interpol para la detención de Tomás Zerón de Lucio, extitular de la Agencia de Investigación Criminal. El 1 de octubre de 2021 el presidente López Obrador dirigió una carta a Naftalí Bennet, primer ministro de Israel, con el fin de que haga lo posible para extraditar a Tomás Zerón.

#### Identificación de restos
El 7 de julio de 2020, en conferencia de prensa, la comisión informó que estudios de la Universidad de Innsbruck identificaron ADN de Cristian Alfonso Rodríguez Telumbre en un fragmento óseo encontrado en el predio conocido como La Carnicería. Con la información de la identificación se dio a conocer que la entonces PGR bloqueó e impidió que el Equipo Argentino de Antropología Forense y el GIEI realizaran diligencias en dicho lugar.
En una videoconferencia realizada por Omar Gómez Trejo, fiscal del caso Ayotzinapa, el 15 de junio de 2021 fue anunciada la coincidencia a nivel ADN del estudiante Jhosivani Guerrero en los restos localizados en la barranca de la Carnicería con una certeza del 99% sin que estos presentaran marcas de incineración.

#### Disculpas públicas
El 26 de septiembre de 2020, se reunieron en el Palacio Nacional de la Ciudad de México, el Presidente de México con los padres de los normalistas, dando un informe del avance en la nueva investigación y ofreciendo una disculpa pública: «Ofrecerles mis disculpas y ofrecer disculpas a nombre del Estado, porque estamos ante una gran injusticia cometida por el Estado Mexicano, es un asunto de Estado, por eso, ahora el Estado tiene que reparar el daño y tiene que aclarar lo que sucedió, tiene que entregar buenas cuentas, tiene que haber justicia y ese es nuestro compromiso».

#### Comunicación entre policía igualteca y grupos criminales
Mensajes de texto interceptados por el Ejército Mexicano y dados a conocer por la Comisión para la Verdad y Acceso a la Justicia en el Caso Ayotzinapa el 1 de septiembre de 2021 confirman el diálogo entre los días 26 de septiembre y el 4 de octubre de 2014, entre Francisco Salgado Valladares, segundo comandante de la Policía Municipal de Iguala; Felipe Flores Vázquez, director de la Policía Municipal de Iguala, y una persona denominada Gilberto «Gil» —presuntamente Gildardo López Astudillo, presunto jefe regional de Guerreros Unidos— así como Alejandro Palacios «Cholo Palacios» y «Ramón», presuntamente policía del municipio de Tepecuacuilco, estos dos últimos presuntamente gente de confianza de López Astudillo. Dichos diálogos confirman la coordinación en la entrega de los estudiantes desaparecidos entre la policía de Iguala y el crimen organizado, así como la existencia de ubicaciones adicionales a donde habrían sido llevados los estudiantes, versión diferente a la expresada por la verdad histórica.

Ignacio: según son ayotzinapos pero andan encapuchados y armados.

Ignacio: Ya tenemos varios detenidos.
Gil: páseme unos por el camino a Pueblo Viejo yo los recibo.
Gil: Verga suéltalos, tengo unas camas par aterrizarlos, páseme los detenidos.
Ignacio: Ok, ya los suelto.
Ignacio: Ok, son 21 personas en el autobús que va a salir.
Ignacio: Ya los suelto., pónganse pilas los de las camas.
Ignacio: ya se están soltando los del autobús, para que los revienten ustedes.
Ignacio: Viejo, tengo 17 en la cueva.
Gil: Sí, entréguenme todos los detenidos.
Ignacio. manda gente suficiente a la brecha de Los Lobos, van 17 detenidos.
Ignacio. Y aquí tenemos a 17 todavía.
Ignacio: En la cueva.
Ignacio: estos también los quieres, y decimos que no hicimos detenciones.
Ignacio: dile al gordo que los pare, vienen más autobuses.
Ignacio: No tengo ninguno detenido, todos los paquetes se entregaron, viejo.
Gil : Ok, dígales que no agarró nada.

Ignacio: Sí, así mero le dije al sucre, que no se hizo ninguna detención.

El siguiente es el diálogo entre Palacios y «Ramón»

Cholo: Ndaakaban (acaban) de encontrar una fosa clandestina en Pueblo Viejo.

Ramón: Algún 28 abrió la boca.
Cholo: Qué bueno viejo, ya supiste, ya le encontraron a Gil todas sus fosas, viejo.
Ramón: Sí, eso estoy viendo.
Ramón: Pero no crees que haya algún arreglo.
Ramón: Y ayer te comenté que le pedían línea a Gil.
Ramón: Querían que le soltaran aunque sea 10 como estuvieran para calmar un poco.
Ramón: El encargo que llegó de la Ministerial.
Ramón: Mañana te llevo un huésped.
Ramón: Gil.
Ramón: Pa’ dónde tu estás.
Cholo: Anoche llegué a las cuatro de la mañana de Ahuelikan (Ahuelican) a Ateteliya.
Cholo: Dónde lo tienes.
Ramón: En una cueva.
Ramón: Pero sí hay una cueva por aquí.
Ramón: Pues están reventando todas las cazuelas.
Ramón: Se ponchó feo la pompi.
Cholo: Él no contesta.
Ramón: Ya no ha de andar por aquí. Ya han de estar en el defectuoso.
Cholo: Mira la casa que reventaron era la casa de Gil ahí de donde se llevaron las armas y la camioneta.
Ramón: Se llevaron solo a la pompi.

Cholo: Con él tenían viejo para saber todo el pedo, es que también está allí esa noche del chilango y vio todos los que estábamos.

#### Acusaciones de participación de la policía federal y el ejército
La revista Proceso implicó la participación de la Policía Federal Mexicana y el Ejército Mexicano en el caso en un informe de diciembre de 2014. La periodista Anabel Hernández García indicó que dos de los autobuses involucrados en el ataque transportaban heroína en secreto, sin el conocimiento de los estudiantes. Hernandez García sostuvo que elementos del crimen organizado ordenaron al Batallón de Infantería 27 del Ejército Mexicano interceptar la droga, donde los estudiantes, testigos del ataque, fueron asesinados como daños colaterales. También hay informes que vinculan a las fuerzas federales con el caso, donde afirman que el personal militar en el área se abstuvo deliberadamente de ayudar a los estudiantes en peligro.
En agosto de 2022, Alejandro Encinas, Subsecretario de Gobernación y presidente de la Comisión para la Verdad y Acceso a la Justicia del Caso Ayotzinapa (Covaj), acusó que el ejército mexicano fue el responsable de la muerte de 6 de los 43 normalistas, involucrando al General José Rodríguez Pérez; quien fue arrestado el 14 de septiembre del mismo año.
En septiembre de 2023, El New York Times publicó un reportaje basado en el análisis de 23,000 mensajes de texto entre grupos criminales, Policía Federal y el Ejército Mexicano interceptados por la agencia de Administración y Control de Drogas (DEA por sus siglas en inglés). El reportaje demuestra el nivel al que el cartel Guerreros Unidos controlaba a las fuerzas de seguridad mexicanas, quienes tenían conocimiento de los hechos pero decidieron no actuar o activamente ayudaron a la desaparición de los 43 estudiantes.

#### Un presunto involucrado declara que la búsqueda debe cesar
Un presunto involucrado en la desaparición de los 43 estudiantes de la Escuela Normal Rural Raúl Isidro Burgos de Ayotzinapa, Guerrero, de nombre Juan Miguel Pantoja Miranda, alias "el Pajarraco", quien fue detenido en 2018, detalló acerca de los sucesos ocurridos durante la noche y la madrugada del 26 al 27 de septiembre de 2014. "Ya no los busquen", señaló.

#### Con embudos, los cadáveres fueron rellenados de diésel por la boca
Pantoja Miranda había sido buscado por la entonces Procuraduría General de la República (PGR) durante casi cuatro años, y aunque fue detenido en 2018 un juez ordenó su liberación.
"El Pajarraco" fue entrevistado por la Comisión Nacional de los Derechos Humanos y pese a que este testimonio no tuvo valor judicial, en su declaración se revelaron detalles sobre lo que les sucedió a los estudiantes.
"Luego también se les echó diésel y también en la boca en el embudo les echaban. Y sobre esa cama se puso otra de leña y rociándola de diésel y encima la otra cama de cuerpos y también fueron rociados de diésel y rellenados por la boca de diésel. Fueron tres camas de cuerpos los que se pusieron. Del piso hacia arriba eran aproximadamente 2.50 metros, de largo unos 8 metros, de ancho unos 4 metros y que a estos les prendió fuego 'el Duvalín'".

### Diferencias entre la «verdad histórica» y los informes de la COVAJ
Existen diferencias entre las aseveraciones llamada «verdad histórica» de la entonces PGR y los informes de la COVAJ.
| «Verdad histórica» de la PGR | Informes de la COVAJ |
| --- | --- |
| Los estudiantes iban a boicotear el informe de labores de María de los Ángeles Pineda Villa                                                                                  | Los estudiantes Iban a tomar autobuses para trasladarse a la Ciudad de México el 2 de octubre de 2014. |
| Los estudiantes detenidos tras los ataques por la Policía Municipal de Iguala fueron trasladados en conjunto a la Comandancia de Iguala                                      | Los estudiantes a bordo del autobús 1568 fueron llevados a la Comandancia de Iguala, en tanto no hay certeza a donde fueron llevados los del autobús 1531 |
| Los 43 estudiantes fueron asesinados e incinerados en el basurero de Cocula por integrantes de Guerreros Unidos por ser considerados por parte de un grupo rival, Los Rojos. | No hay certeza científica en las investigaciones físicas, químicas y meteorológicas de una incineración de 43 personas en el basurero de Cocula. Los 43 estudiantes y otros de sus compañeros se separaron en grupos diferentes a la salida de la normal. Hay evidencia testimonial de hasta tres grupos de estudiantes detenidos por sus victimarios. |
| En los hechos participaron autoridades civiles y policiacas locales, a nivel municipal.                                                                                      | Se tiene evidencia de la participación de los grupos criminales de la región, autoridades civiles policiacas y locales, autoridades federales y estatales así como elementos del Ejército Mexicano del 27° Batallón de Infantería. |

## Víctimas

### Muertos
1. Julio César Mondragón Fontes, estudiante normalista.
2. Daniel Solís Gallardo, estudiante normalista.
3. Julio César Ramírez Nava, estudiante normalista.
4. Alexander Mora Venancio, estudiante normalista (previamente en el grupo de 43 desaparecidos).[1][116][117][118]
5. Jhosivani Guerrero de la Cruz, estudiante normalista (previamente en el grupo de 43 desaparecidos).[119] (Nota: el equipo internacional encabezado por el Equipo Argentino de Antropología Forense "discrepa profundamente" de la interpretación que hizo la PGR sobre los restos analizados por la Universidad de Innsbruck ya que en su opinión la relación del material genético de sus familiares y los restos analizados "es extremadamente baja desde el punto de vista de probabilidad de parentesco").[120]
6. Christian Alfonso Rodríguez Telumbre, estudiante normalista (previamente en el grupo de 43 desaparecidos).[121]
7. David Josué García Evangelista, futbolista, integrante del equipo de fútbol de tercera división Los Avispones.
8. Víctor Manuel Lugo Ortiz, chofer del autobús que conducía al equipo de fútbol a Chilpancingo.
9. Blanca Montiel Sánchez, pasajera de un taxi que circulaba por el lugar.

### Heridos
- Enrique Hernández Carranza, chofer de taxi.
- Norma Angélica Rendón Chávez, periodista.
- Hermenegildo Morales Cortés, agente del Ministerio Público.
- Fátima Viridiana Bahena Peña, maestra.
- Alfredo Ramírez García, maestro.
- Francisco Xavier Medina Bello, futbolista, jugador del equipo Los Avispones de Chilpancingo.
- Luis Ángel Torreblanca, futbolista, jugador del equipo Los Avispones de Chilpancingo.
- Félix Pérez Pérez, futbolista, jugador del equipo Los Avispones de Chilpancingo.
- Carlos Adame Flores, miembro del cuerpo técnico del equipo Los Avispones de Chilpancingo.
- Pedro Rentería Lujano, miembro del cuerpo técnico del equipo Los Avispones de Chilpancingo.
- Jorge León Saénz, miembro del cuerpo técnico del equipo Los Avispones de Chilpancingo.
- Facundo Serrano Urióstegui, miembro del cuerpo técnico del equipo Los Avispones de Chilpancingo.

Estudiantes normalistas
- Aldo Gutiérrez Solano (herido de gravedad)
- Édgar Andrés Vargas (herido de gravedad)
- Fernando Marín Benítez
- Jónathan Maldonado
- Daniel Galeana Rentería
- Miguel Ángel Espino Honorato
- Carlos Gerardo Tinoco
- Leonel Fons Noyola
- Andrés Daniel Martínez Hernández
- Érick Santiago López
- Gregorio Jaimes Reyna
- Valentín Ponce de León Brito

### Desaparecidos
1. Abel García Hernández[124] (Tecoanapa, Guerrero)[125]
2. Abelardo Vázquez Peniten (Atliaca, Guerrero)[126]
3. Adán Abrajan de la Cruz
4. Antonio Santana Maestro
5. Benjamín Ascencio Bautista
6. Bernardo Flores Alcaraz
7. Carlos Iván Ramírez Villarreal
8. Carlos Lorenzo Hernández Muñoz
9. César Manuel González Hernández
10. Christian Tomas Colón Garnica
11. Cutberto Ortiz Ramos
12. Dorian González Parral
13. Emiliano Alen Gaspar de la Cruz
14. Everardo Rodríguez Bello
15. Felipe Arnulfo Rosas
16. Giovanni Galíndrez Guerrero
17. Israel Caballero Sánchez
18. Israel Jacinto Lugardo
19. Jesús Jovany Rodríguez Tlatempa
20. Jonas Trujillo González
21. Jorge Álvarez Nava
22. Jorge Aníbal Cruz Mendoza
23. Jorge Antonio Tizapa Legideño
24. Jorge Luis González Parral
25. José Ángel Campos Cantor
26. José Ángel Navarrete González
27. José Eduardo Bartolo Tlatempa
28. José Luis Luna Torres
29. Julio César López Patolzin
30. Leonel Castro Abarca (Los Magueyitos, Tecoanapa, Guerrero)[127]
31. Luis Ángel Abarca Carrillo
32. Luis Ángel Francisco Arzola
33. Magdaleno Rubén Lauro Villegas
34. Marcial Pablo Baranda
35. Marco Antonio Gómez Molina
36. Martín Getsemany Sánchez García
37. Mauricio Ortega Valerio
38. Miguel Ángel Hernández Martínez
39. Miguel Ángel Mendoza Zacarías
40. Saúl Bruno García

## Consecuencias políticas

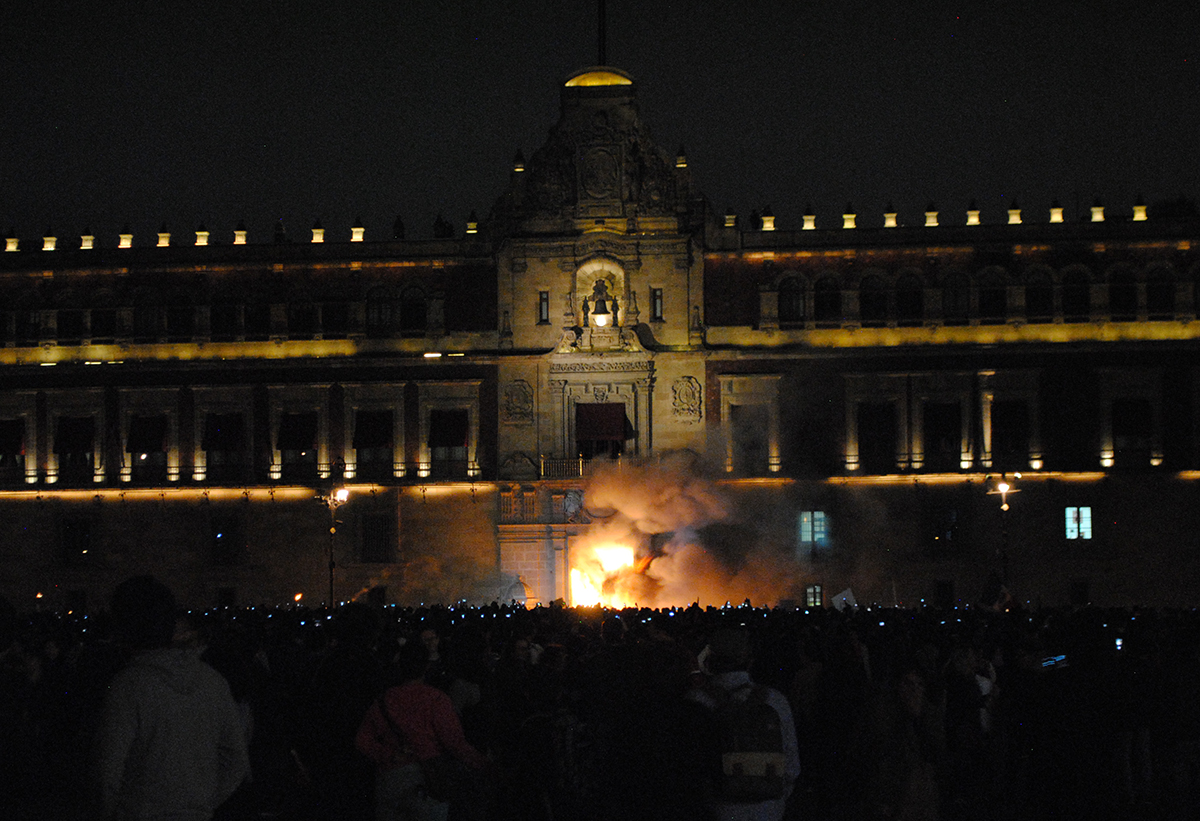
Quema de la puerta del palacio nacional de México.

Según el fiscal del estado de Guerrero, el 27 de septiembre fueron detenidos 280 agentes de la Policía Municipal de Iguala, de los cuales quedaron en calidad de indiciados 21 por su presunta participación en los hechos. Tras los ataques, el entonces presidente municipal de Iguala, José Luis Abarca Velázquez, declaró que no tenía conocimiento de los hechos ocurridos al instante, ya que cuando pasaron él se encontraba en un baile tras el informe de su esposa María de los Ángeles Pineda, presidenta del Sistema para el Desarrollo Integral de la Familia (DIF) municipal. Rehusó a renunciar y se dijo dispuesto a que lo investigaran.
Pese a la declaración anterior, el edil acudió al Ayuntamiento de Iguala el 30 de septiembre para solicitar una licencia que le permitiera ausentarse del cargo por un mes, tras lo cual desapareció junto con su esposa. Al día siguiente, el gobernador del estado de Guerrero, Ángel Aguirre Rivero, anunció la emisión de una orden de presentación en contra del exalcalde y el Secretario de Seguridad Pública municipal, Felipe Flores, primo de José Luis Abarca. Por su parte, el secretario general del PRD, Alejandro Sánchez Camacho, anunció a los medios de comunicación la decisión de que José Luis Abarca fue expulsado definitivamente del partido.
El 4 de octubre, se dio a conocer que la Procuraduría General de la República atraería el caso de los normalistas desaparecidos, tras lo cual personal de dicha entidad se trasladó a Guerrero para iniciar las investigaciones. Tras este anuncio, se decidió también que la seguridad en el municipio de Iguala corriera a cargo de la Policía Federal y el Ejército Mexicano, quienes se encargaron de confiscar las armas de los elementos de la policía municipal. Por su parte, la Cámara de Diputados instaló una Comisión Especial con el propósito de dar seguimiento a las investigaciones del caso.
Los hechos del 27 de septiembre generaron diversas expresiones de repudio nacional hacia el presidente Enrique Peña Nieto, manifestaciones en diferentes universidades de la República Mexicana evidenciando la incapacidad del Presidente para dirigir la nación y sobre todo, dando la impresión de un desconocimiento total de los hechos sucedidos en Iguala.
En la lista de clasificación de las personas más poderosas del mundo del año 2014 de la revista Forbes, el presidente Enrique Peña Nieto descendió de la posición número 37, que ocupaba en el 2013, a la 60; justificando el descenso por la desaparición de los 43 estudiantes normalistas y el descubrimiento de fosas comunes.

A pesar de que el presidente Enrique Peña Nieto trató de tomar medidas contra el crimen organizado en su país, un grupo de 43 estudiantes desaparecieron en septiembre de éste año. La probable participación del exalcalde de Iguala [detenido el martes 4 de noviembre de 2014], y el descubrimiento de fosas comunes, ha enfurecido a los mexicanos, lo que provocó una campaña masiva exigiendo la renuncia del Presidente...
Revista Forbes

### Relación con Guerreros Unidos
Durante las primeras investigaciones, el gobierno federal dio a conocer un vínculo del gobierno y la policía municipal con el grupo criminal Guerreros Unidos, una organización de narcotraficantes surgidos luego de la desarticulación del Cártel de los Beltrán Leyva y que llevaba 4 años operando en los estados de Morelos y Guerrero. Según versiones, los normalistas habrían sido secuestrados por policías municipales y trasladados en camionetas hasta un punto en donde fueron entregados al cártel.
El 14 de octubre de 2014, autoridades informaron sobre la muerte de Benjamín Mondragón, líder de Guerreros Unidos en el municipio de Jiutepec en el estado de Morelos. Según la versión oficial, Mondragón se disparó en la cabeza al sentirse acorralado por las fuerzas federales.
El 7 de noviembre se hicieron públicas las declaraciones de algunos miembros detenidos del cártel, quienes confirmaron haber perpetrado el crimen conjunto con las fuerzas municipales.

### Renuncia de Ángel Aguirre, gobernador de Guerrero
El 23 de octubre de 2014, un día después de la solicitud de José Luis Abarca a renunciar a su puesto, el gobernador de Guerrero, Ángel Aguirre Rivero solicitó también licencia para separarse de su cargo como gobernador, argumentando que de esa forma esperaba apaciguar el clima político y favorecer las investigaciones. La solicitud del mandatario fue aceptada el 25 de octubre. Al día siguiente, tomó posesión en el cargo Rogelio Ortega Martínez, quien hasta entonces fungía como secretario general de la Universidad de Guerrero. Era la segunda vez que Aguirre gobernaba el estado, debido a que en 1996 fue nombrado «gobernador sustituto» luego de la salida del entonces gobernador Rubén Figueroa Alcocer, quien renunciaría luego de la denominada Masacre de Aguas Blancas.

### Detención del Alcalde de Iguala José Luis Abarca Velázquez y su esposa
En la madrugada del 4 de noviembre de 2014 fue anunciada la captura de José Luis Abarca Velázquez, expresidente municipal de Iguala, y su esposa María de los Ángeles Pineda Villa. La Policía Federal los arrestó dentro de una casa ubicada en Iztapalapa, Distrito Federal, en una casa que daba la impresión de estar abandonada y que labores de inteligencia localizó.
El 11 de noviembre, el sacerdote Alejandro Solalinde denunció que Abarca y Pineda Villa habrían sido capturados realmente en el estado de Veracruz y sembrados en el Distrito Federal por la misma Policía Federal. De acuerdo con Solalinde, la intención de este movimiento sería con fines electorales, ya que en 2015 se lleva a cabo la elección federal de diputados. La detención de Abarca ayudaría al gobierno a desprestigiar al Partido de la Revolución Democrática en Iztapalapa, la zona con más militantes de este partido en la Ciudad de México.

### El caso del exalcalde de Cocula César Miguel Peñaloza Santana
El alcalde priísta de Cocula César Miguel Peñaloza Santana fue detenido por la PGR el 13 de octubre de 2014 y trasladado a las instalaciones de la SEIDO para su declaración y liberado dos días después.
El 19 de diciembre de 2014, fue presentado por segunda ocasión a la PGR para declarar prolongándose su declaración hasta el 27 de diciembre de 2014, presentando la PGR las pruebas que lo relacionaban con protección al cártel Guerreros Unidos siendo liberado por un juez federal luego de que la Agencia del Ministerio Público Federal no pudiera obtener una orden de aprehensión en su contra.
El 20 de febrero de 2015, César Miguel Peñaloza Santana interpuso un juicio de amparo contra cualquier orden de aprehensión en su contra ligada al caso de los 43 normalistas de Ayotzinapa desaparecidos, habiendo cubierto una garantía de tres mil pesos, siendo admitido dicho recurso, pero al no probar el acto reclamado contra las autoridades responsables, el juicio se sobresee el pasado 8 de abril de 2015, por lo que la PGR abre la posibilidad de seguir indagando y robustecer las pruebas en su contra.
El 24 de septiembre de 2015, días antes de dejar su fuero municipal César Miguel Peñaloza Santana, un diario digital señaló: ¿quién protege al alcalde de Colula?, ya que son muchas las evidencias que lo acusan pero hasta ahora la PGR no ha logrado que un juez federal libere una orden de aprehensión en su contra.
El día 16 de diciembre de 2015, fue detenido por tercera vez, ahora por elementos de la Policía Federal, de la Comisión Nacional de Seguridad y de la SEDENA. La PGR informó ese mismo día por la noche, que quien fuera presidente municipal por el PRI en el periodo 2012-2015, enfrentará cargos como probable responsable en la comisión del delito de delincuencia organizada, bajo la hipótesis de cometer delitos contra la salud, en su modalidad de fomento.

### Agente infiltrado
El 13 de marzo de 2019 fue presentado un vídeo por parte del periodista Humberto Padgett en donde se muestra al coronel de infantería Diplomado del Estado Mayor Gregorio Espinoza Toledo dando la noticia de la desaparición del normalista Julio César López Patolzin a la madre del joven y entregándole sobres con dinero. Con esto el periodista afirmó documentar la calidad de informante en activo en que se encontraba el normalista.
Se conocía que López Patolzin había sido militar antes de ingresar a la normal, pero se tenía información de su baja previa. Según su padre López Patoltzin había desertado un año antes del ejército para entrar a la normal. El entonces secretario de la Defensa Salvador Cienfuegos negó la versión argumentando que el estudiante no era informante, y que en el corto tiempo que llevaba en la normal no habría sido útil al ejército. Es por ello que diversas organizaciones de derechos humanos expresaron su extrañeza ante las contradicciones y falta de información que previamente se manejó por parte de la Secretaría de la Defensa.

### Militares enjuiciados
En junio de 2023, un juez impuso prisión preventiva a 8 militares relacionados con el caso, por el delito de desaparición forzada.
Debido a que el almirante Ojeda fue jefe naval de Acapulco en 2014, en 2022 el gobierno de López Obrador deslindo públicamente al Secretario de Marina del caso Ayotzinapa.

### Detenciones de funcionarios federales
Debido a las conclusiones de la COVAJ y las investigaciones judiciales de la UEILCA, el 20 de agosto de 2022 fue detenido Jesús Murillo Karam acusado de los delitos de tortura, desaparición forzada y obstrucción de la justicia. Murillo permanece encarcelado en un estado de salud que le ha llevado a ser hospitalizado en hasta cinco ocasiones. Un auditorio de la Universidad Autónoma del Estado de Hidalgo (UAEH) llevaba el nombre de Murillo, mismo que fue retirado en el marco de las conmemoraciones del noveno aniversario de los hechos en 2023 a petición de los estudiantes.
Otro acusado es el entonces titular de la Agencia de Investigación Criminal, Tomás Zerón de Lucio. El exfuncionario acusado por la UEILCA salió de México en 2019, por lo cual fue declarado prófugo y reapareció públicamente en 2023 en Tel Aviv, Israel, en donde reside y es dueño de un restaurante. Las autoridades mexicanas han solicitado en diversas peticiones formales la extradición de Zerón, a lo que no ha habido respuesta de ese país. Entonces el presidente López Obrador envió dos cartas al gobierno israelí para que acelere el pedido de extradición del acusado. La primera carta fue respondida por Benjamín Netanyahu en un sentido favorable, dijo el presidente.
En febrero de 2023 Alejandro Encinas, como representante del gobierno de México, se reunió con Zerón en Tel Aviv con el fin de ofrecerle un acuerdo en el que pudiera participar como testigo protegido en el caso Ayotzinapa a cambio de revelar el paradero de los 43, petición a la que se habría negado. En septiembre de 2023 se dio a conocer que como parte de esas diligencias, Zerón respondió un cuestionario de las autoridades donde confirmó, entre otros hechos, la creación de la «verdad histórica» y sus asistentes. En ese mismo mes Zerón obtuvo un amparo judicial otorgado por la jueza María Isabel Bernal Hernández que impide que Alejandro Encinas le continúe citando en público como «torturador» y «autor de la verdad histórica». Debido a ello Encinas tuvo que citarle a Zerón en la presentación del Segundo Informe de la COVAJ como «innombrable».

## Reacción nacional e internacional

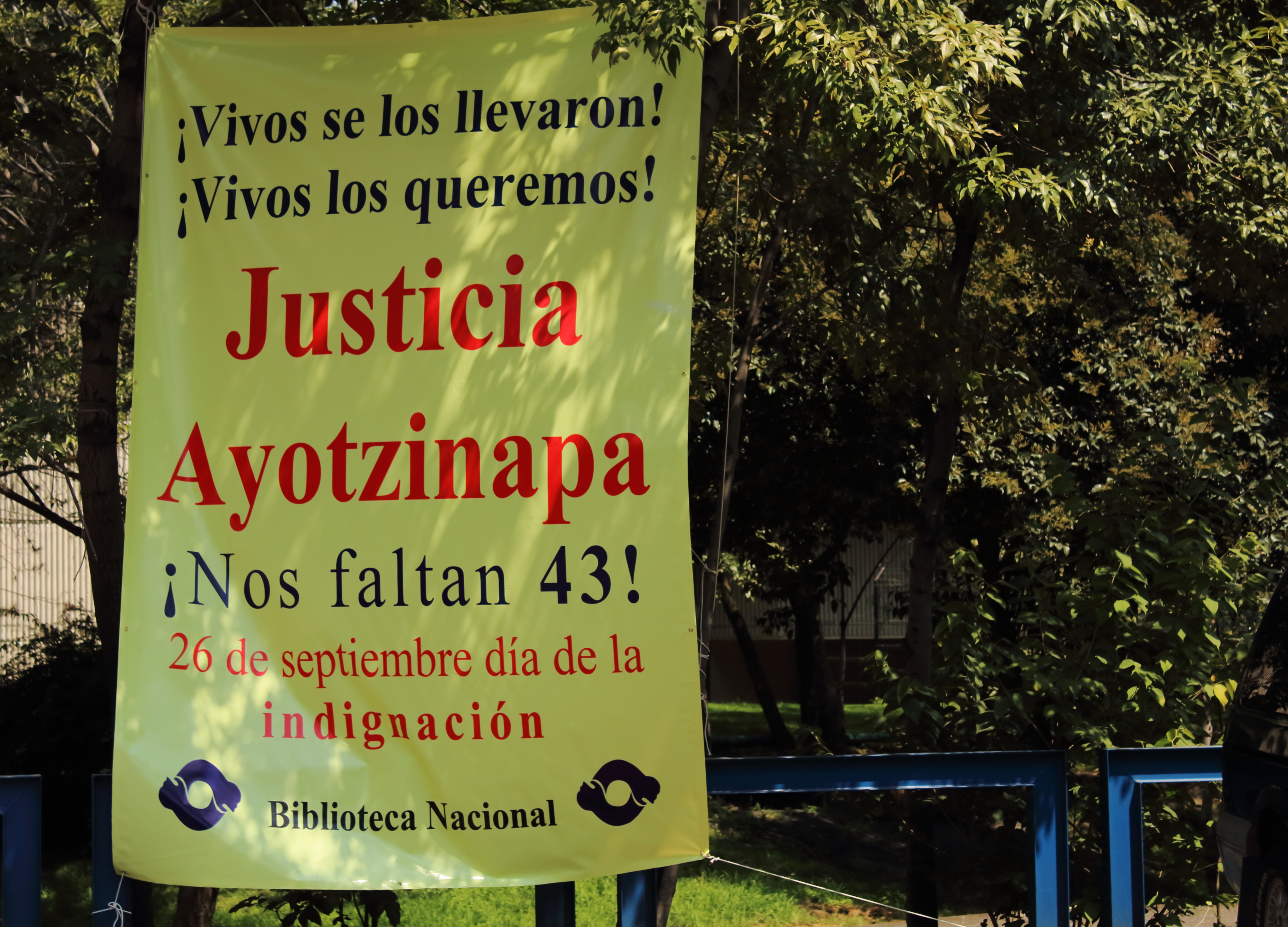
Pancarta en la Biblioteca Nacional de México pidiendo justicia por el caso de desaparición forzada en Ayotzinapa, Guerrero.

Estos eventos han causado gran indignación tanto en el ámbito nacional como en el internacional, básicamente por los resultados tan magros de la investigación. Diversos colectivos, organizaciones no gubernamentales, mandatarios de diversos países, la CIDH y ciudadanos de diversas nacionalidades se han expresado por el esclarecimiento de los hechos y castigo a los culpables.